# Genutia de consolibus
Genutia de consolibus va ser una antiga llei romana establerta sota els cònsols Gai Marci Rútil i Quint Servili Ahala l'any 342 aC (411 de la fundació de Roma) a proposta del tribú de la plebs Luci Genuci. Permetia que fossin plebeus els dos cònsols de cada any, que abans havien de ser un de plebeu i un de patrici.